# AZ Alkmaar
Maillots
Actualités
L'Alkmaar Zaanstreek, couramment appelé AZ en néerlandais et AZ Alkmaar en français, est un club de football néerlandais fondé en 1967 et situé à Alkmaar en Hollande-Septentrionale.
Le club est fondé par fusion de deux clubs, l'Alkmaar '54 et le FC Zaanstreek, basé dans la ville voisine de Zaanstad. AZ étant lui-même l'acronyme de Alkmaar Zaanstreek, l'appellation « AZ Alkmaar » est en fait un pléonasme, pourtant utilisé couramment en dehors des Pays-Bas.
L'AZ évolue en première division du championnat néerlandais, dont il a remporté deux éditions en 1981 et 2009. Le club compte également quatre coupes nationales et a atteint la finale de la coupe UEFA lors de la saison 1980-1981.

## Histoire

### Dates clés
Alkmaar Zaanstreek NV naît le 10 mai 1967, sous le nom de AZ '67, de la fusion du Alkmaar '54 et du FC Zaanstreek, basé dans la ville voisine de Zaanstad. Le club accède dès sa première saison à la première division.
Bénéficiant à partir de 1972 des fonds apportés par deux hommes d'affaires, Cees et Klaas Molenaar, AZ gravit progressivement les échelons du football néerlandais. Habitué du haut du tableau depuis le milieu des années 1970, le club écrit les plus belles pages de son histoire à la fin des années 1970 et au début des années 1980. En 1977, le club participe pour la première fois à une compétition européenne, la Coupe UEFA 1977-1978.
La saison 1980-1981 est sans conteste la plus glorieuse du club, qui remporte pour la première fois de son histoire le titre de champion des Pays-Bas et parvient en finale de la Coupe UEFA, perdue face aux Anglais d'Ipswich Town (0-3, 4-2).
Après le départ des frères Molenaar en 1985, les performances du club déclinent rapidement, jusqu'à la relégation en deuxième division en 1988. Le club végète ainsi une dizaine d'années, jusqu'à sa reprise par l'homme d'affaires Dirk Scheringa au milieu des années 1990.
AZ fait sa réapparition parmi l'élite néerlandaise en 1998 puis y retrouve le haut du tableau cinq ans plus tard. Cinquième du classement en 2004, AZ fait un retour remarqué sur la scène continentale lors de la saison 2004-2005 : le club parvient en demi-finales de la Coupe UEFA au terme d'un parcours où il élimine notamment le Chakhtior Donetsk et Villarreal, avant d'être battu par le Sporting Portugal (1-2, 3-2). Cette même saison, le club termine troisième en Eredivisie, après avoir occupé l'une des deux premières places pendant de nombreuses journées.

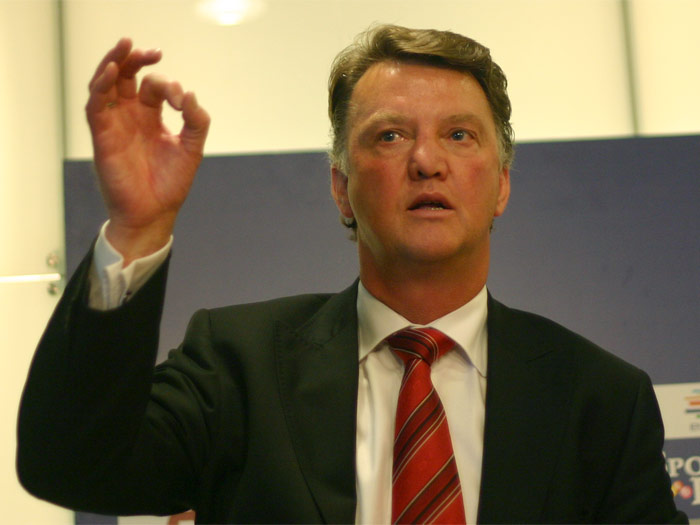
Louis van Gaal.

À l'été 2005, les dirigeants font appel à l'entraîneur Louis van Gaal, ancien de l'Ajax Amsterdam et du FC Barcelone. Après deux saisons réussies (le club termine respectivement aux deuxième et troisième place du championnat), l'entraîneur signe en avril 2007 une nouvelle clause dans son contrat, lui permettant de devenir sélectionneur de l'équipe néerlandaise si le poste lui était proposé.
La fin de la saison 2006-2007 laisse un goût très amer. Avant la dernière journée, le club partage la tête du classement avec l'Ajax et le PSV : les trois équipes ont 72 points, mais la moyenne de buts est largement en faveur du AZ. Cependant, l'enjeu paralyse les joueurs qui perdent la dernière rencontre contre le promu Excelsior (3-2), laissant filer le titre au PSV et la deuxième place à l'Ajax, tous deux vainqueurs de leur match.
La saison 2007-2008 est l'une des pires de la décennie pour le club : éliminé dès le premier tour de la Coupe, puis dès décembre, de la Coupe UEFA (finissant quatrième d'une poule regroupant, outre AZ, Everton, le FC Nuremberg, le Zénith Saint-Pétersbourg et Larissa), AZ termine la saison à la onzième place, son plus mauvais résultat depuis sept ans.

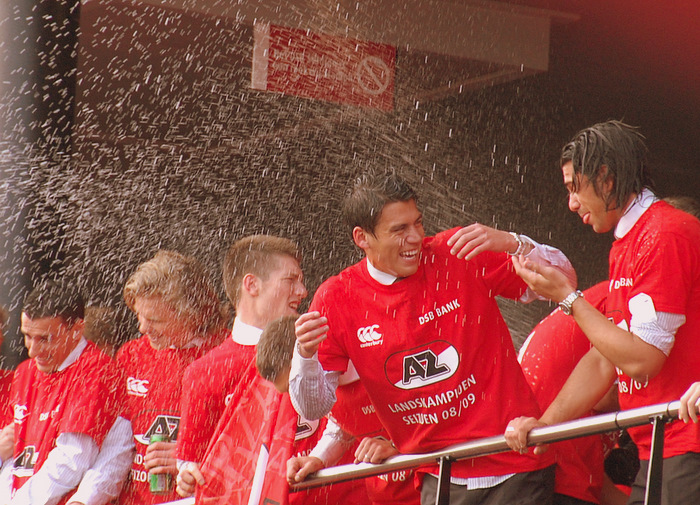
Célébration du titre de champion en 2009.

En mars 2008, Van Gaal présente même sa démission, refusée par le président Scheringa, soutenu dans cette décision par les joueurs[réf. nécessaire]. La suite lui donne raison : après deux défaites initiales, AZ bat le quadruple champion sortant, le PSV Eindhoven (1-0), avant de réaliser une série de 28 matches sans défaite en championnat, le propulsant au sommet du Championnat national. C'est sur une défaite à domicile face à Vitesse Arnhem, en avril 2009, que le club est sacré champion. Il s'agit du premier titre du club depuis 1981, qui était lui-même le dernier titre en date non obtenu par un des trois « grands » du football néerlandais (Ajax, PSV et Feyenoord). Le titre est à mettre à l'actif d'un jeune groupe que Louis van Gaal a réussi à faire éclore, en conservant la discipline qui a fait sa réputation à l'Ajax ou à Barcelone, mais en se détachant progressivement de l'orthodoxie à son schéma de jeu « traditionnel » (4-3-3).
Cette performance permet au club de participer la saison suivante pour la première fois à la Ligue des champions, mais doit faire face au départ de van Gaal, remplacé avec une réussite mitigée par Ronald Koeman puis Dick Advocaat. En octobre 2009, le président Scheringa quitte le club à la suite de la faillite de son entreprise, la DSB Bank (en), par ailleurs sponsor principal de l'AZ… En fin de saison, le club doit laisser partir deux de ses stars, Mounir El Hamdaoui et Moussa Dembélé, pour éponger ses dettes.
Lors de la saison 2016-2017, ils perdent sèchement 2-11 (1-4, 1-7) lors de leur double confrontation contre l’Olympique lyonnais en 16e de finale de la Ligue Europa.
Le 14 septembre 2024, l'AZ Alkmaar enregistre la plus large victoire de son histoire dans l'Eredivisie, la première division néerlandaise, en s'imposant par neuf buts à un contre le SC Heerenveen et le doit en partie à son buteur irlandais Troy Parrott, auteur de quatre buts ce jour-là,.

## Bilan sportif

### Palmarès
- Coupe UEFA
  - Finaliste : 1981
  - Demi-finaliste : 2005
- Championnat des Pays-Bas
  - Champion : 1981 et 2009
  - Vice-champion : 1980 et 2006

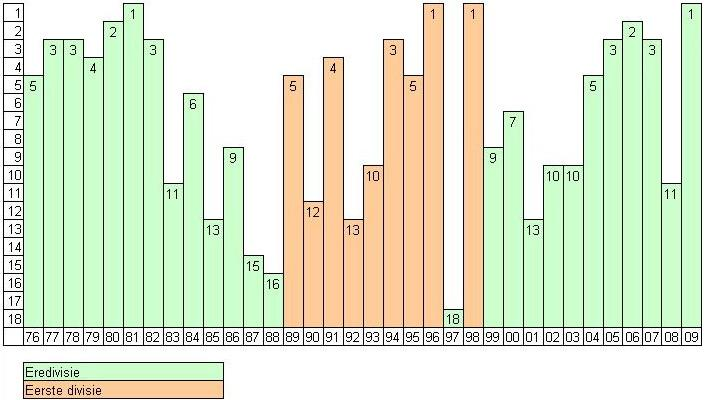
Résultats du club en championnat (1976-2009).

- Championnat des Pays-Bas de deuxième division
  - Champion : 1960, 1996 et 1998
  - Vice-champion : 1957, 1968 et 1972
- Coupe des Pays-Bas
  - Vainqueur : 1978, 1981, 1982 et 2013
  - Finaliste :  2007, 2017, 2018 et 2025
- Supercoupe des Pays-Bas
  - Vainqueur : 2009
  - Finaliste :  2013
- Tournois amicaux
  - Matines brugeoises : 1978

### Bilan européen
Le club réalise son meilleur parcours en coupe d'Europe lors de la saison 1980-1981, qui le voit atteindre la finale de la Coupe UEFA. Il atteint également le stade des demi-finales dans cette même compétition en 2005.
Par ailleurs, de 1977 au 20 décembre 2007 (période entrecoupée de saisons vierges de participations aux compétitions européennes), AZ réalise une série record de 32 matches à domicile sans défaite sur la scène continentale, qui prend fin avec la réception d'Everton, qui bat l'AZ trois buts à deux[réf. nécessaire].
| Compétition              | P  | M   | V  | N  | D  | BP  | BC  | Diff. |
| ------------------------ | -- | --- | -- | -- | -- | --- | --- | ----- |
| Ligue des champions (C1) | 3  | 12  | 3  | 5  | 4  | 15  | 17  | -2    |
| Coupe des coupes (C2)    | 2  | 6   | 2  | 2  | 2  | 3   | 5   | -2    |
| Ligue Europa (C3)        | 17 | 156 | 71 | 43 | 42 | 265 | 196 | +69   |
| Ligue Conférence (C4)    | 3  | 36  | 21 | 5  | 10 | 62  | 38  | +24   |
| Total                    | 25 | 180 | 97 | 55 | 58 | 345 | 256 | +89   |

## Infrastructures

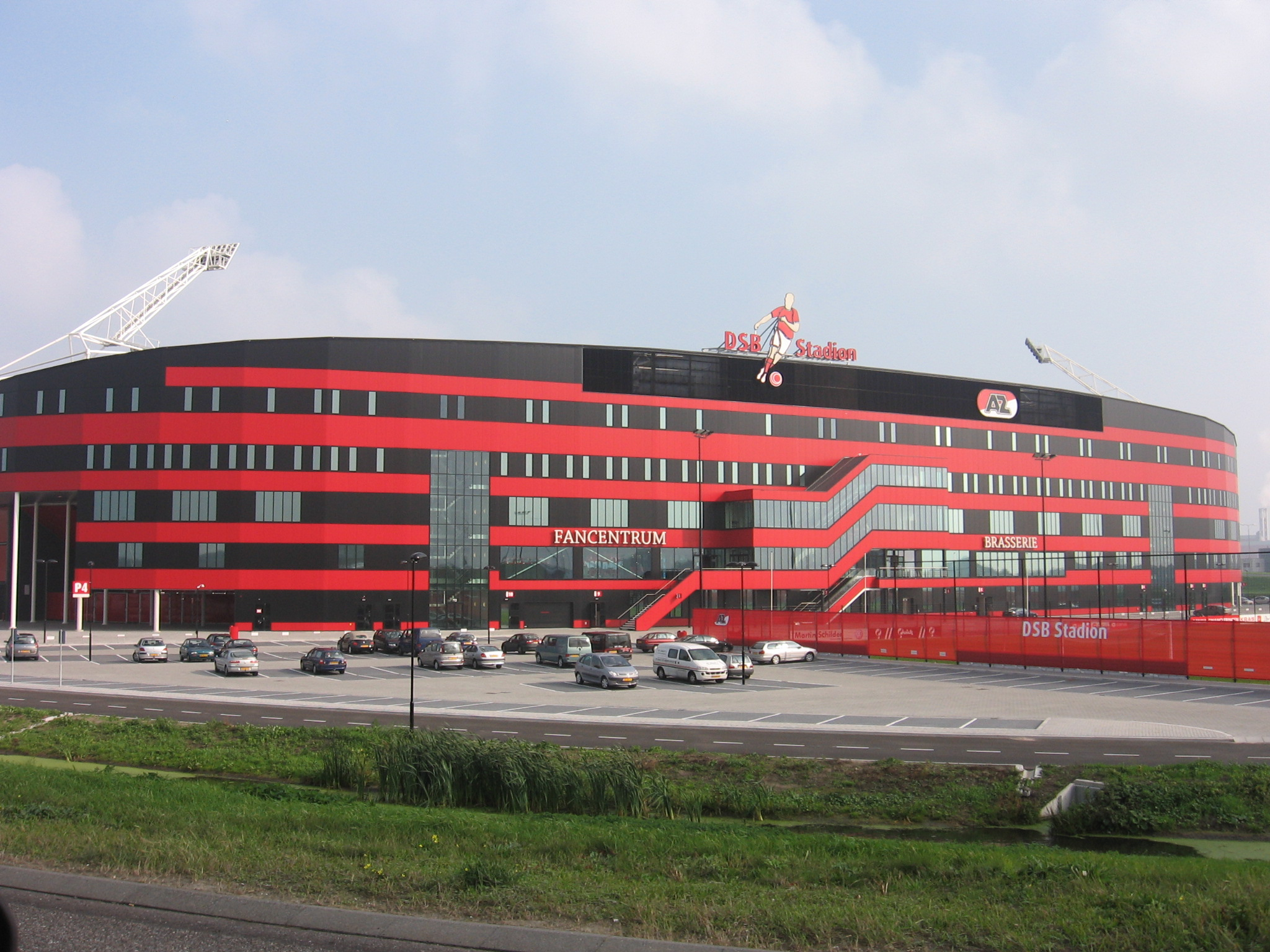
Le AZ Stadion d'Alkmaar, résidence d'AZ.

Le club a longtemps été résident de l'Alkmaarderhout (en), construit en 1948. Ce stade vétuste, muni de 8 390 places, n'était plus suffisamment grand pour les ambitions d'AZ, même s'il a connu pour le moment les heures les plus prestigieuses de l'histoire du club.
AZ a donc fait construire le DSB Stadion, ouvert en 2006 et doté de 17 000 places. Le président Dirk Scheringa a affirmé en son temps vouloir augmenter la capacité du stade, pour la porter à 40 000 sièges à l'horizon de 2010[réf. nécessaire]. À la suite de la faillite du sponsor du stade, la DSB Bank (en), le stade est débaptisé en 2009 (AZ Stadion) puis est renommé en 2010 (AFAS Stadion).
À proximité du stade se trouve le complexe d'entraînement 't Lood, utilisé par les différentes sections du club, de l'équipe professionnelle au centre de formation.

## Personnages du club

### Liste des présidents
Cees et Klaas Molenaar, entrepreneurs de la région, arrivent au club en 1972 et contribuent largement à la progression du club de la fin des années 1970. Après le décès de son frère Cees en 1979, Klaas poursuit sa tâche à la tête du club, avant de passer la main en 1986.
Après une dizaine d'années de creux sportif, ils sont remplacés dans leur rôle de mécène par l'homme d'affaires Dirk Scheringa, président de la DSB Bank (en), qui accompagne à son tour la réussite d'AZ du milieu des années 1990 à la fin des années 2000. Il quitte cependant son poste en 2009, à la suite de la faillite de sa banque, et laisse sa place à René Neelissen.

### Liste des entraîneurs
L'Allemand Georg Kessler, en 1981, et Louis van Gaal, en 2009, sont les deux entraîneurs à avoir remporté le titre de champion des Pays-Bas avec AZ. En 2005, Co Adriaanse mène son équipe en demi-finale de la coupe UEFA.
| Alkmaar '54 | AZ '67 | AZ |
| --- | --- | --- |
| - Gerrit van Wijhe (1954-1956) - Kick Smit (1956-1958) - Ludwig Veg (1958-1960) - Piet de Wolff (1960-1961) - Bonnie Bult (1961-1962) - Arie Rentenaar (1962-1963) - Ludwig Veg (1963-1965) - Barry Hughes (1965-1967) | - Lesley Talbot (1967-1968) - Wim Blokland (1968-1969) - Robert Heinz (1969-1971) - Cor van der Hart (1971-1973) - Joop Brand (1973-1976) - Hans Kraay sr. (1976-1977) - Jan Notermans (1977) - Cor van der Hart (1977-1978) - Georg Kessler (1978-1982), champion des Pays-Bas - Hans Eijkenbroek (1982-1983) - Piet de Visser (1983-1985) - Han Berger (1985-1986) | - Hans Eijkenbroek (1986-1989) - Hans van Doorneveld (1989-1990) - Henk Wullems (1990-1993) - Piet Schrijvers (1993-1995) - Theo Vonk (1995-1997) - Hans de Koning (1997) - Willem van Hanegem (1997-1999) - Gerard van der Lem (1999-2000) - Henk van Stee (2000-2002) - Co Adriaanse (2002-2005) - Louis van Gaal (2005-2009), champion des Pays-Bas - Ronald Koeman (2009-déc.2009) - Dick Advocaat (déc.2009-2010) - Gertjan Verbeek (2010-oct. 2013) - Dick Advocaat (oct. 2013-2014) - Marco van Basten (2014-sept.2014) - John van den Brom (sept.2014-2019) - Arne Slot (juillet 2019- décembre 2020) - Pascal Jansen (décembre 2020 - 17 janvier 2024) - Maarten Martens (depuis 17 janvier 2024) |

### Joueurs
Parmi les joueurs emblématiques d'AZ, Michael Buskermolen est le plus capé, avec 399 rencontres sous le maillot rouge et blanc, et Kees Kist le meilleur buteur de l'histoire du club avec 212 buts.
En 2004, lors de son épopée européenne, AZ compte notamment dans ses rangs Jan Kromkamp, Joris Mathijsen, Denny Landzaat, Shota Arveladze ou Kenneth Perez. Le titre de 2009 est à mettre au crédit d'un jeune groupe, dont les principaux atouts se nomment Sergio Romero, le gardien international argentin ; les Belges Sébastien Pocognoli et Maarten Martens ; Mounir El Hamdaoui, le meneur de jeu ; Moussa Dembélé et Ari, les attaquants vedettes.

### Effectif professionnel actuel
Le premier tableau liste l'effectif professionnel de l'AZ Alkmaar pour la saison 2024-2025. Le second recense les prêts effectués par le club lors de cette même saison.
En grisé, les sélections de joueurs internationaux chez les jeunes mais n'ayant jamais été appelés aux échelons supérieurs une fois l'âge-limite dépassé ou les joueurs ayant pris leur retraite internationale.

## Équipe féminine
L'équipe féminine d'AZ, lancée en 2007 en même temps que le championnat professionnel féminin des Pays-Bas, s'est imposée immédiatement comme la meilleure équipe néerlandaise en remportant les trois premières éditions de la compétition.
La finale de la Coupe KNVB du 21 mai 2011 était le dernier match de l'AZ féminin. Elles gagnent 2-0 contre le SC Heerenveen et ajoutent la Coupe nationale aux trophées. Ensuite le club se retire du football féminin pour raisons financières.
Avant la saison 2023-2024 l'AZ revient au football féminin en reprenant la licence du VV Alkmaar dans l'Eredivisie féminine.